# Сейсмичность Армении
Армянское нагорье, на части территории которого расположена Армения, является одним из сейсмоактивных регионов и входит в Средиземноморскую сейсмическую зону. По имеющимся богатым историческим данным, насчитывающим почти 2000 лет, максимальная сила землетрясений на обширном Армянском нагорье достигала 10 баллов (по 12-балльной шкале) (район Ерзнка). По происхождению они связаны с активными глубинными разломами и с районами их пересечения. Исходя из этого, в Армении выделяются несколько зон, где велики периодичность повторения и интенсивность землетрясений.

## История
По сохранившимся преданиям, в 341 году все горы исторической Армении были потрясены страшным по силе землетрясением. Сообщалось бедствие было такой силы что из гор выходил дым и пламя. Позже не менее ужасным по силе и последствиям было землетрясение VIII века, которое опустошило Армению и в результате которого погибло более чем 10,000 человек.  «Гeогpaфичeско-стaтистичecкий cлoваpь Рoссийcкой Импepии» изданный в 1863 году, описывает сильное землетрясение 1310 года, тогда оно разрушило множество городов Араксской долины. Издание отмечает что были разрушены Ани, Еравантагерд, Ераванташат, Кульпы и друге города Армении. Рассказывая о землетрясении 1840 года, словарь отмечает:
Последнее землетрясение происходило на Арарате в 1840 году. Жертвами были монастырь Св.Якова  и цветущее селение Архури, состоявшее из 200 домов. Они были разрушены до основания, стерты с лица земли и засыпаны страшными обвалами, состоящими из массы скал, снегов и льдов, скатившихся с верхних частей Арарата, так что все, без исключения, жители Архури погибли. Вся долина Св. Якова на протяжении 7 верст, была завалена обвалами. Через 4 дня после сильного удара землетрясения, масса обвалов, висевшая над долиною Аракса, двинулась вперед и, превратясь в опустошительные потоки густой грязи, прошла в 2 минуты 20 вер.; до реки Карасу. Тоже землетрясение отозвалось во всей Армении. В Нахичевани было разрушено 780 домов, в Ордубаде 460, а в различных селениях 6,800. Равнина Аракса истрескалась во многих направлениях, а самая река, выступив из берегов, с страшным волнением, произвела наводнения на многих пунктах.

Об этом же землетрясении, в 1877 году, говорил ирландский геолог Джеймс Браун, который также описывал гибель знаменитой армянской деревни Акори:
Раньше здесь стояла приятная маленькая армянская деревня с двумястами домов, называемая Аргури, или Агурри. Неподалеку от деревни... стоял небольшой монастырь Святого Иакова, которому было восемь столетий. Ближе к закату вечером 20 июня 1840 года внезапный толчок землетрясения, сопровождавшийся подземным гулом и сопровождавшийся ужасающим порывом ветра, обрушил дома Аргури и в тот же момент отделил огромные массы камня с прилегающим к ним льдом от скал, окружающих пропасть. Ливень падающих камней в одно мгновение обрушился на деревню, монастырь и курдский лагерь на пастбищах наверху. Ни одна душа не выжила, чтобы рассказать об этом. Маленький монастырь, где Паррот так счастливо жил среди нескольких старых монахов, исчез навсегда

## Общая информация
Очаги землетрясений Армянского нагорья имеют небольшие (не превышающие 30-35 км) глубины, то есть очаги землетрясений находятся в земной коре, из-за чего землетрясения называются корочными. Очаги относительно интенсивных землетрясений расположены на глубинах до 10-15 км. Иногда сильному колебанию предшествуют слабые. Форшоковая и афтершоковая активность землетрясений территории Армении длится относительно коротко. В республике есть районы (Сюник, Гюмри), где сильным землетрясениям не предшествовали слабые. Не всегда в районах сильных землетрясений велико количество слабых, и наоборот есть районы накопления слабых землетрясений, где мало сильных землетрясений (бассейн озера Севан, Варденисский хребет). Вся территория республики делится на 7-ми и 8-ми — балльные сейсмические зоны, которые включают Ширакскую долину, Араратскую котловину, Вайоц Дзор и юг Сюника (Зангезур). 8-балльная зона включает 70% территории Армении, а 7-балльная зона — 30%. Интенсивность землетрясений наибольшей силы может быть 9-10 баллов (по 12-балльной шкале), последние связаны с узлами пересечения глубинных разломов (Гюмри, Зангезура, Вайоц Дзора).

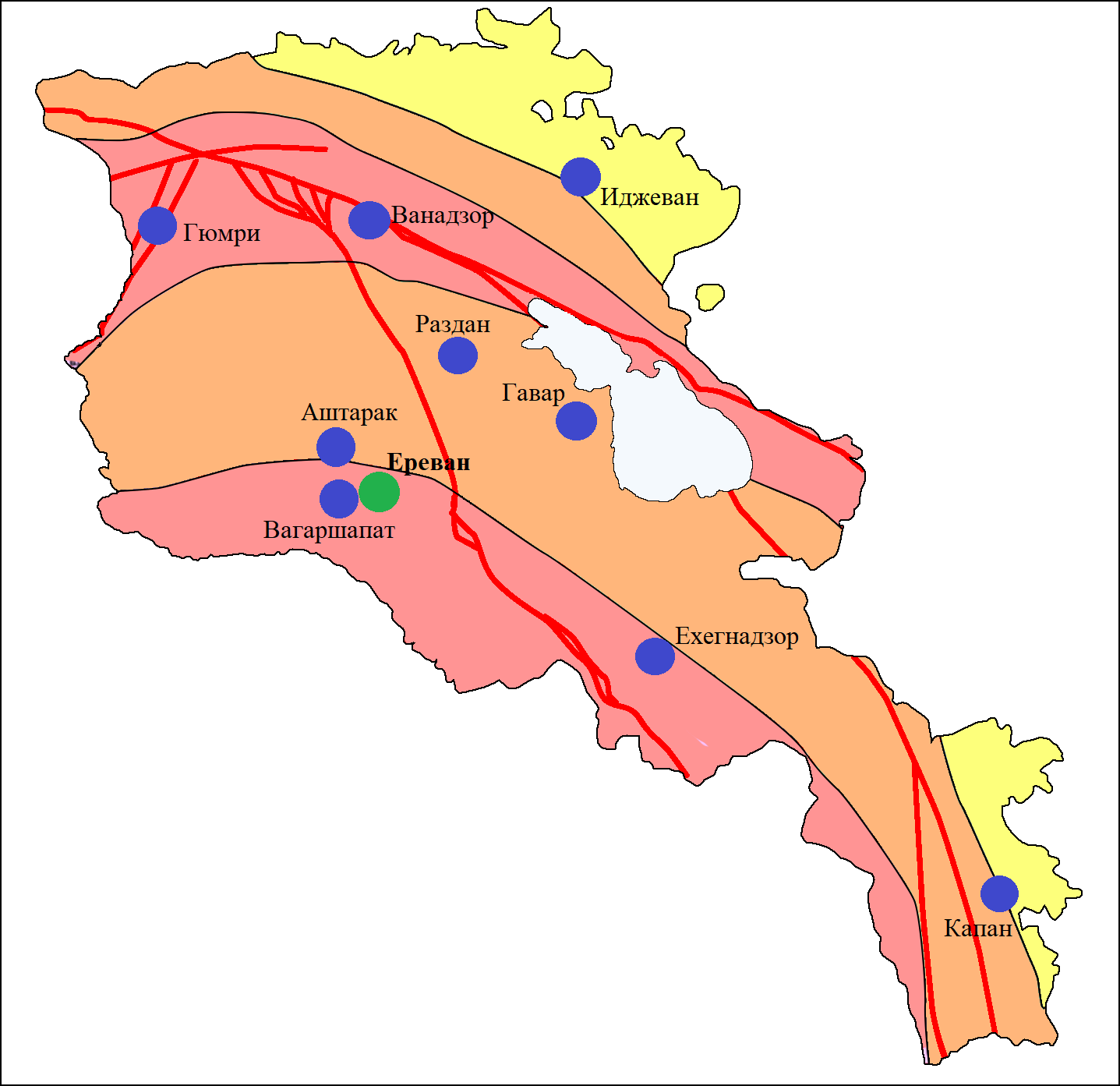
Зоны по сейсмической активности, крупнейшие разломы

## Разломы
Крупными, активными разломами Армении являются — Гарнийский, Памбак-Севанский, Желтореченск-Саригамишский и Ахурянский.
Гарнийский разлом, кроме сейсмийской активности, выделяется также высокой тектонической активностью. С разломом связаны четыре крупных землетрясения, в 906 году — в Вайоц Дзоре, в 1679 и 1827 годах — в Гарни, в 1988 году — в Спитаке. Общая длина Гарнийского разлома составляет 290 км и состоит из четырёх участков.
Общая длина Памбак-Севанского разлома составляет 370 км. Он состоит из двух участков — Памбак-Севанского (западного) длиной 260 км, и участка Хонарасар (восточного) длиной 110 км. С разломом связаны мощные землетрясения 5-6 тысячелетия до н. э. и знаменитые землетрясения Гандзака 895, 915, 1139, 1308, 1407, 1931 и 1968 годов.
Длина Ахурянского разлома составляет 150 км, из которых расположенный между городом Дигор и Ахурянским водохранилищем 60-километровый участок проявляет максимальную сейсмическую активность. За последние 950 лет здесь произошло 26 землетрясений, шесть из которых привели к катастрофическим последствиям.
Желтореченск-Саригамишский разлом проявляет высокую тектоническую и сейсмическую активность. Общая длина разлома составляет 350 км. Сильные землетрясения пространственно связаны с его юго-западным флангом — участком, расположенным между городом Саригамиш и деревнями Норман и Бардиз.

## Землетрясения в Армении
В данном списке перечислены землетрясения, произошедшие на территории современной Армении.
| Дата       | Название                    | Место, страна                   | Магнитуда | Интенсивность | Эпицентр                        | Жертвы       |
| ---------- | --------------------------- | ------------------------------- | --------- | ------------- | ------------------------------- | ------------ |
| 13.02.2022 | Мецаванское землетрясение   | Мецаван (Армения)               | 5,3       | VI            | 41°09′36″ с. ш. 44°00′04″ в. д. | н/д          |
| 13.02.2021 | Овташенское землетрясение   | Овташен (Армения)               | 4,9       | VI            | 40°01′52″ с. ш. 44°27′07″ в. д. | н/д          |
| 09.12.1992 | Землетрясение в Мадина      | Мадина (Армения)                | 4,8       | VII           | 40°03′29″ с. ш. 45°18′43″ в. д. | н/д          |
| 07.12.1988 | Спитакское землетрясение    | Спитак, Ленинакан и др. (СССР)  | 6.9       | VIII          | 40°30′0″N,44°9′36″E             | >25 000 чел. |
| 1968 г.    | Зангезурское землетрясение  | Зангезур (СССР)                 | 4,7       | VII-VIII      |                                 | 3 чел.       |
| 1937 г.    | Ереванское землетрясение    | Ереван (СССР)                   | 4,8       | VII           |                                 | н/д          |
| 27.04.1931 | Зангезурское землетрясение  | Зангезур (СССР)                 | 6,4       | VIII-IX       | 39°17′28″ с. ш. 45°57′00″ в. д. | н/д          |
| 22.10.1926 | Ленинаканское землетрясение | Ленинакан (СССР)                | н/д       | н/д           | 40°42′ с. ш. 43°42′ в. д.       | 300 чел.     |
| 1840 г.    | Ереванское землетрясение    | Ереван                          | 7,4       | IX            | 39°36′0″N,44°6′0″E              | 10 000 чел.  |
| 1679 г.    | Гарнийское землетрясение    | Гарни, Ереван, Канакер (Персия) | 7,0       | VIII          | 40°4′12″N,44°25′48″E            | >7 600 чел.  |
| 1679 г.    | Ереванское землетрясение    | Ереван                          | н/д       | н/д           |                                 | н/д          |
| 27.12.893  | Двинское землетрясение      | Двин (Армянское царство)        | 5,3–7     | IX–X          | 40°0′0″N,44°24′0″E              | >70 000 чел. |
| 736 г.     | Дарагалезское землетрясение |                                 | н/д       | н/д           |                                 | >10 000 чел. |